# Meta Wellmer
Meta Wellmer (née le 18 décembre 1826, à Leonrod et morte le 1er août 1889 à Ebersdorf) est une écrivaine allemande.

## Biographie
Elle est la fille du tisserand et maire de Leonrod Eva Margaretha Wirth, qui épouse en 1830 le propriétaire de la brasserie Johann Geck à Deberndorf. Aucun père n'est enregistré sur l'acte de  baptême. Cependant, c'est sans doute l'avocat et écrivain satirique Michael Ludwig Wellmer (de) qui l'a adoptée et qui a conduit son éducation. 
Wellmer entre dans le collège de formation des enseignants de Droyßig (environ huit kilomètres à l'ouest de Zeitz) et travaille en tant que professeur en Allemagne, en Suisse, Paris, Londres, Madrid et Rome, mais elle passe la majeure partie de sa vie en tant qu’éducatrice dans l'église morave d'Ebersdorf. 
Elle est l'auteur d'œuvres littéraires et d'ouvrages sur l'éducation, la nutrition et les droits des femmes. Elle a appelé à une infrastructure touristique indépendante pour que les femmes voyageant seules une idée bien accueillie à l'étranger. Elle a également publié des histoires de fantômes et des articles sur des sujets de spiritisme et l'occultisme dont certains, sont apparus dans le magazine théosophique Sphinx (de). 
À partir de 1869, Wellmer se concentre sur le bien-être des animaux et le végétarisme. Sa critique du végétarisme a conduit à une déclaration publique du philosophe religieux Georg Friedrich Daumer. À partir de 1879 Wellmer est en bons termes avec le mouvement végétarien allemand et travaille dans la coopération entre les groupes de protection des animaux et les associations végétariennes, qui, selon le père fondateur du végétarisme allemand moderne Eduard Baltzer (de), la trouve digne de sa tâche de soutien. Après sa mort, elle est honorée par la revue de l'association des végétariens avec plusieurs avis de décès.

## Travaux
- Erinnerungen an Pater Hyacinthe. In: Nürnberger Tagblatt. 1869, 10/12, S. 68, linke Spalte, Fortsetzung nächste Seite linke Spalte unten.
- Die Vegetarianer. In: Ernst Dohm, Julius Rodenberg (Hrsg.): Salon für Literatur, Kunst und Gesellschaft. Band 6, Verlag A. H. Payne, Leipzig 1870, S. 618–624.
- Geistergeschichten aus neuerer Zeit. Nordhausen 1875. Darin enthalten: Über den Wunderglauben. – Aus Paris. – Aus dem Jahre 1686. – Die Geistergeschichte des Fräulein Bertha von K. – Zwei Freundinnen. – Der Geist der Mutter. – Der Traum der Gräfin Montléard. – Der Fluch. – Vom Tode erwacht. – Geisterseher. – Eigene Erfahrungen.
- Theophile. Eine Erzählung. Halle 1876.
- Deutsche Erzieherinnen und deren Wirkungskreis. Leipzig 1877.
- Verhältnis des Kindes zur Thierwelt. Ein Beitrag zur Gemüthsbildung. München 1878.
- Die Dame und die Gesellschaft. 1879.
- Etwas vom guten Ton. 1880.
- Unsere Zeitungen und unsere Jugend. Berlin 1880.
- Gedichte. Zürich 1883.
- Die vegetarische Lebensweise und die Vegetarier. Berlin 1889.